# گونستا
گونستا (به سوئدی: Gunsta) یک منطقه مسکونی است که در بخش اوپسالا شهرستان اوپسالا در کشور سوئد واقع شده است. جمعیت گونستا در پایان سال ۲۰۱۰ بالغ بر ۳۸۰ نفر بوده است.